# Absolute Drift
Absolute Drift est un jeu vidéo de course développé et édité par Funselektor, sorti en 2015 sur Windows, Mac, Linux et PlayStation 4.

## Accueil
- Canard PC : 7/10[1]
- Nintendo Life : 6/10[2] (Switch)